# Белзони (Мисисипи)
Белзони (енгл. Belzoni) град је у америчкој савезној држави Мисисипи.

## Демографија
По попису из 2010. године број становника је 2.235, што је 428 (-16,1%) становника мање него 2000. године.
| Група             | 2000.         | 2010.         |
| Белци             | 810 (30,4%)   | 500 (22,4%)   |
| Афроамериканци    | 1.813 (68,1%) | 1.685 (75,4%) |
| Азијати           | 17 (0,6%)     | 14 (0,6%)     |
| Хиспаноамериканци | 36 (1,4%)     | 30 (1,3%)     |
| Укупно            | 2.663         | 2.235         |